# Bunoplus pachypalpis
Bunoplus pachypalpis is een hooiwagen uit de familie Gonyleptidae. De wetenschappelijke naam van Bunoplus pachypalpis gaat terug op Roewer.